# Нівеа Стельман
Нівеа Стельман Леонсіо (нар. 6 квітня 1974, Параїба-ду-Сул, Ріо-де-Жанейро, Бразилія) — бразильська акторка та телеведуча.

## Життєпис
Народилася та виросла в місті Параїба-ду-Сул, Ріо-де-Жанейро, Бразилія у сім'ї підприємців. У 12-річному віці вона вирішила, що хоче стати відомою.
З раннього дитинства Нівеа намагалася переконати батьків дозволити їй жити самостійно в місті Ріо-де-Жанейро. У 16 років батьки відпустили Нівеу до Ріо, де вона навчалася в коледжі, вивчаючи журналістику. Однак, провчившись три семестри, Нівеа покинула навчання.
Під час навчання Нівеа також була моделлю для Ford Models та знімалася у телевізійній рекламі.
Пізніше Нівеа почала відвідувати уроки сценічного мистецтва в УНІ-Ріо.

## Кар'єра
Після навчання сценічному мистецтву Стельман пройшла кастинг, щоб виступити в шоу «Família Brasil». Після закінчення шоу, вона повернулася до своїх занять в UNI-Rio.
Згодом Нівеа отримала роль у епізоді «Estrela por um Dia» телевізійного шоу «Dominão do Faustão». Через місяць після цього, її запросили зіграти в теленовелі «Malhação» (1996). Вольф Майя, яка була режисером, доручила їй роль Луани, вчительки тенісу.
Після завершення зйомок у «Malhação», Нівеа отримала роль Керолайн у теленовелі «A Indomada», автором сценарію якої був Агінальдо Сільва. Ця роль зробила Нівеу Стельман популярною на батьківщині.
Пізніше Нівеа також брала участь у теленовелах «Era Uma Vez», «Suave Veneno», «Uga-Uga», Клон, «Chocolate com Pimenta та Alma Gêmea», знятих телекомпанією «Глобо».
У 2002 році Стельман виконала головну роль у виставі «Give Love a Chance» разом із Маріо Фріасом, її чоловіком на той час. П'єсу написала Елоїза Періссе, а режисером став Жоао Брандао.
У 2007 році Нівеа знялася в теленовелі «Sete Pecados». У жовтні того ж року вона була обрана королевою ритмістів школи самби «Renascer».
У 2008 році ввійшла до акторського складу серіалу «Casos e Acasos в епізоді Dicas de um Sedutor». Також у цьому році, вона поставила дитячу п'єсу «Сірано», адаптацію режисера Карен Ачолі.
Теленовела «Cama de Gato від Rede Globo» вийшла за її участі у 2009 році.
У період з 2009 до 2010 акторка грала в театрах музичну п'єсу «Um Lugar Chamado Recanto».
У 2011 році Нівеа знялася в теленовелі «Морде і Ассопра» від телекомпанії «Глобо» в ролі Лавінії, жінки легкої поведінки.
У 2013 році вона повернулася до театру з п'єсою «Batalha de Arroz num Ringue para Dois», у якій зіграла разом з актором Маурісіо Мачадо. Того ж року опублікувала свою першу книгу «Dedo Podre».
Повернулася на телебачення у 2016 році. Знялася в біблійних новелах «Os Dez Mandamentos» і «A Terra Prometida».

## Особисте життя
У 1998 році вона почала зустрічатися зі співаком і актором Маріо Фріасом. Вони почали жити разом у 2001 році, а одружилися в 2003 у місті Ріо-де-Жанейро. У ніч на 11 вересня 2004 року у них народився син Мігель. У листопаді 2005 року пара оголосила про розлучення.
У липні 2007 року вона вийшла заміж за Едуардо Азера. Їх шлюб закінчився розлученням у жовтні 2008 року.
У березні 2011 року вона почала зустрічатися з футболістом Елано, але через кілька місяців вони розійшлися.
17 липня 2013 року Стельман вийшла заміж за бізнесмена Маркуса Роша. У серпні 2013 року вона оголосила через свій акаунт у Twitter, що вагітна другою дитиною. 23 березня 2014 року Нівеа народила доньку.

## Фільмографія

### Телебачення
| Рік                      | Назва                                     | Роль                                 | Примітки                                           |
| ------------------------ | ----------------------------------------- | ------------------------------------ | -------------------------------------------------- |
| 1993                     | Família Brasil/Бразильська сім'я          | Tatiana Brasil (Tati)                |                                                    |
| 1995                     | Cara & Coroa/Орел & Решка                 | Cátia                                | Episodes: "September 19–20, 1995"                  |
| 1995                     | História de Amor/Історія кохання          | Store clerk                          | Episode: "October 9, 1995"                         |
| 1996 in television\|1996 | Malhação de Verão/Літнє тренування        | Luana Vergueiro                      | Spin-off                                           |
| 1996 in television\|1996 | Anjo de Mim                               | Maralanis                            | Episodes: "November 10–17, 1996"                   |
| 1997 in television\|1997 | A Indomada/Неприборкана                   | Carolaine Mackenzie Pitiguary        |                                                    |
| 1997 in television\|1997 | Malhação                                  | Mônica                               | Season 3; Episode: "December 21, 1997"             |
| 1998                     | Era Uma Vez.../Одного разу...             | Bárbara Nunes (Babi)                 |                                                    |
| 1999                     | Suave Veneno/Легка отрута                 | Eliete Viegas                        |                                                    |
| 2000                     | Uga-Uga                                   | Guinevere Anísio (Gui)               |                                                    |
| 2001                     | A Grande Família                          | Rose                                 | Episode: "Consciência Limpa é Melhor Que Dinheiro" |
| 2001                     | Brava Gente                               | Jacira                               | Episode: "As Aventuras de Chico Norato"            |
| 2002                     | O Clone/Клон                              | Ranya Rachid                         |                                                    |
| 2003                     | Brava Gente                               | Torlande                             | Episode: "O Dia do Amor"                           |
| 2003                     | Kubanacan                                 |                                      | Participation                                      |
| 2003                     | Chocolate com Pimenta/Шоколад з перцем    | Maria da Graça Costa Andrade (Graça) |                                                    |
| 2005                     | Alma Gêmea                                | Alexandra Montenegro                 |                                                    |
| 2006                     | A Diarista                                | Laudicéia                            | Episode: "Aquele do Filme Adulto"                  |
| 2007                     | Sete Pecados                              | Elvira de Souza Florentino (Vivi)    |                                                    |
| 2008                     | Dicas de um Sedutor/Поради від спокусника | Janaína                              | Episode: "Amor e Fantasia"                         |
| 2008                     | Casos e Acasos                            | Cíntia                               | Episode: "O Diagnóstico, o Fetiche e a Bebida"     |
| 2008                     | Três Irmãs                                | Karen                                | Episode: "September 17, 2008"                      |
| 2008                     | Vídeo Show                                | Reporter                             |                                                    |
| 2009                     | Cama de Gato                              | Kátia Santana Costa                  |                                                    |
| 2011                     | Morde & Assopra                           | Lavínia Silva Guedes                 |                                                    |
| 2016                     | Os Dez Mandamentos                        | Noemi                                | Episodes: "July 2–4, 2016"                         |
| 2016                     | A Terra Prometida                         | Noemi                                |                                                    |

## Ролі у театрі
| Year | Title                                 | Role          |
| ---- | ------------------------------------- | ------------- |
| 1995 | Banana Split                          | Sandy         |
| 2000 | Comunhão de Bens                      | Nicinha       |
| 2002 | Dê uma Chance ao Amor                 | Teteca        |
| 2007 | Êxtase                                | Sônia         |
| 2008 | Cyrano                                | Roxane        |
| 2009 | Um Lugar Chamado Recanto              | Zizinha       |
| 2013 | Batalha de Arroz num Ringue para Dois | Ângela        |
| 2017 | Dedo Podre                            | Various roles |